# Carla Zampatti

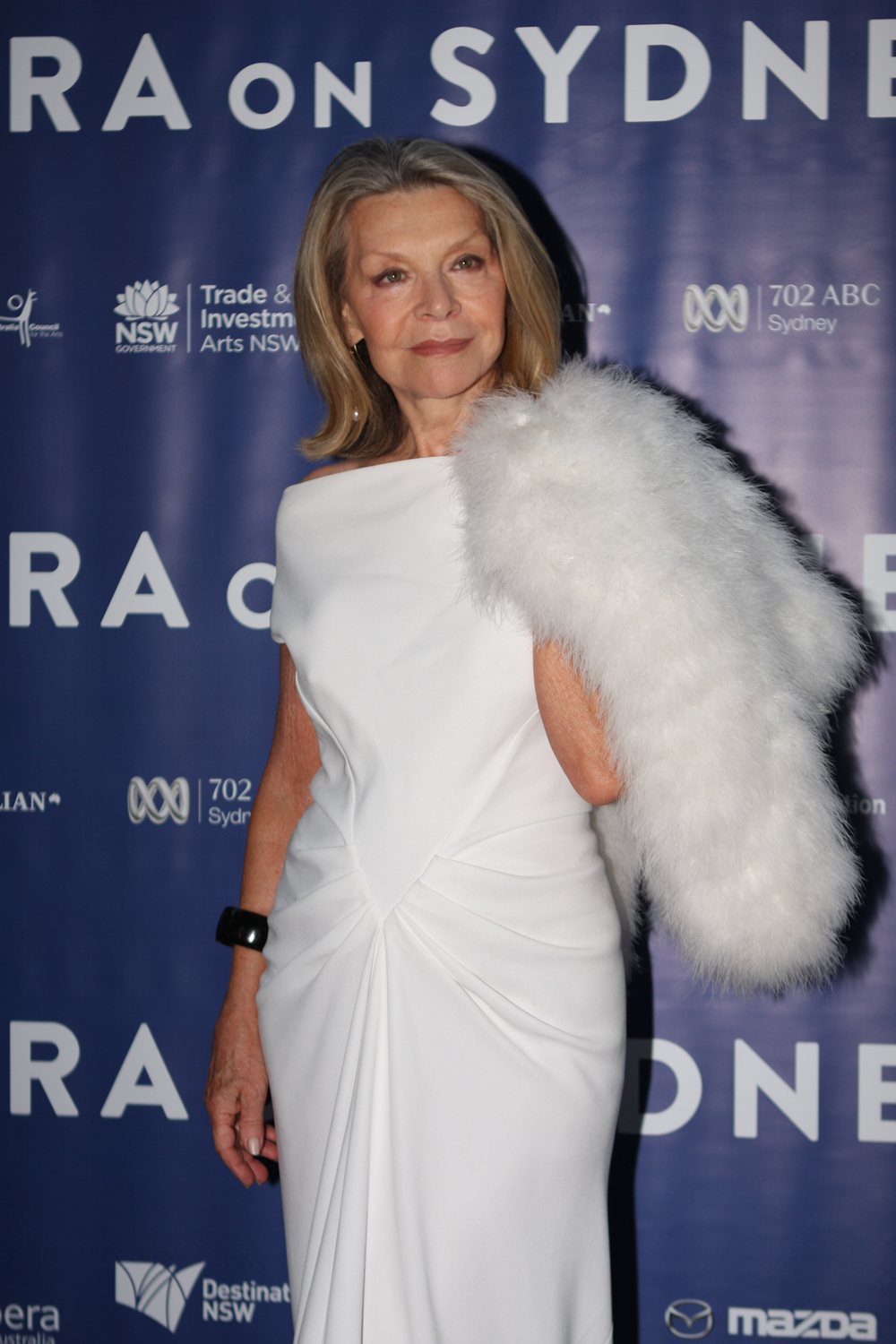
Carla Zampatti

Carla Maria Zampatti (* 19. Mai 1942 in Lovero; † 3. April 2021 in Sydney) war eine italienisch-australische Modeschöpferin.
Carla Zampatti startete ihre Karriere 1965 in Sydney mit eigenen Modedesigns, die sie über den Einzelhandel vertrieb. 1972 eröffnete sie ihre erste eigene Boutique. Daraus wurde im Laufe der nächsten Jahre ein Netz von rund 30 Boutiquen. Ab 1990 begann sie die großen Kaufhausketten Myer und David Jones zu beliefern.
Des Weiteren hatte sie Sitze im Verwaltungsrat und ähnliche Funktionen beim Special Broadcasting Service (einem der beiden öffentlich-rechtlichen Rundfunkgesellschaften Australiens), der Westfield Group, der Australian Multicultural Foundation, dem European Australian Business Council, der Sydney Dance Company und der Art Gallery of New South Wales.
1987 wurde sie Mitglied des Order of Australia. 2004 wurde sie Commendatore des Verdienstordens der Italienischen Republik.
Von 1964 bis 1970 war sie mit Leo Schuman verheiratet, mit dem sie einen Sohn hatte. Von 1970 bis 2010 war sie mit dem konservativen Politiker (Liberal Party of Australia) und späteren Botschafter in Frankreich John Spender verehelicht, mit dem sie zwei Töchter hatte.